# Осиновська сільська рада (Бірський район)
Оси́новська сільська рада (рос. Осиновский сельский совет) — муніципальне утворення у складі Бірського району Башкортостану, Росія. Адміністративний центр — село Осиновка.
Станом на 2002 рік існували Ємашевська сільська рада (села Ємашево, Лежебоково) та Осиновська сільська рада (село Осиновка).

## Населення
Населення — 990 осіб (2019, 1150 у 2010, 1345 у 2002).

## Склад
До складу поселення входять такі населені пункти:
| Населений пункт  | Населення, осіб (2002) | Населення, осіб (2010) |
| ---------------- | ---------------------- | ---------------------- |
| Ємашево, село    | 254                    | 148                    |
| Осиновка, село   | 1055                   | 980                    |
| Лежебоково, село | 36                     | 22                     |